# Іван-Долаць
Іван-Долаць (хорв. Ivan Dolac) — населений пункт у Хорватії, у Сплітсько-Далматинській жупанії у складі громади Єлса.

## Населення
Населення за даними перепису 2011 року становило 39 осіб.
Динаміка чисельності населення поселення:

## Клімат
Середня річна температура становить 15,63 °C, середня максимальна – 27,84 °C, а середня мінімальна – 3,41 °C. Середня річна кількість опадів – 742 мм.
| Клімат поселення                              | Клімат поселення | Клімат поселення | Клімат поселення | Клімат поселення | Клімат поселення | Клімат поселення | Клімат поселення | Клімат поселення | Клімат поселення | Клімат поселення | Клімат поселення | Клімат поселення | Клімат поселення |
| Показник                                      | Січ.             | Лют.             | Бер.             | Квіт.            | Трав.            | Черв.            | Лип.             | Серп.            | Вер.             | Жовт.            | Лист.            | Груд.            |                  |
| Середній максимум, °C                         | 12,57            | 11,54            | 13,96            | 17,32            | 22,17            | 26,04            | 27,84            | 27,83            | 23,43            | 19,24            | 14,96            | 12,67            |                  |
| Середня температура, °C                       | 8,51             | 7,48             | 9,89             | 13,24            | 18,11            | 21,97            | 24,92            | 24,90            | 20,50            | 16,33            | 12,06            | 9,75             |                  |
| Середній мінімум, °C                          | 4,43             | 3,41             | 5,82             | 9,18             | 14,04            | 17,90            | 21,98            | 21,96            | 17,58            | 13,40            | 9,11             | 6,83             |                  |
| Норма опадів, мм                              | 73               | 60               | 66               | 61               | 49               | 39               | 25               | 42               | 62               | 83               | 97               | 85               |                  |
| Середньомісячна швидкість вітру, м/с          | 3.74             | 4.02             | 4.01             | 3.66             | 3.18             | 2.90             | 2.92             | 2.76             | 3.14             | 3.38             | 4.18             | 4.17             |                  |
| Середньомісячна сонячна радіація, кДж/м²·день | 5719             | 8449             | 12108            | 16566            | 20519            | 23366            | 24992            | 22076            | 16305            | 10620            | 6166             | 4796             |                  |
| --------------------------------------------- | ---------------- | ---------------- | ---------------- | ---------------- | ---------------- | ---------------- | ---------------- | ---------------- | ---------------- | ---------------- | ---------------- | ---------------- | ---------------- |
| Джерело:                                      |                  |                  |                  |                  |                  |                  |                  |                  |                  |                  |                  |                  |                  |